# スラッシャー (バスケットボール)
スラッシャー(slasher)は、オフェンス時にバスケットにドライブ（スラッシュ）するバスケットボールプレイヤーである。通常はガードであるが、フォワードになることもできる。スラッシャーは、レイアップ、スラムダンク、ティアドロップショットのためにバスケットに近づこうとする速いプレイヤーである。この高確率の2点プレーのスタイルは、一般的にスラッシングと呼ばれる。
スラッシャーは絶えず積極的にバスケットに向かって走り接触する量が増えるため、通常、他のプレイヤーよりも多くのフリースローショットを行う。多くの異なる種類のスラッシャーは、故意にディフェンスのプレイヤーとの接触である"drawing fouls"により追加のフリースローを獲得する。そのプレイヤーはフリースローの成功率を上げるために多くの時間を費やしているかもしれない。
スラッシャーとして始めた多くのプレイヤーは通常年をとり怪我が発生するにつれて、ゲーム（特にジャンプショット）を開発し、スラッシャーほど効果的な働きをしなくなる可能性がある（例えばマイケル・ジョーダンやコービー・ブライアントはどちらも年をとるにつれてフェイダウェイジャンプショットを開発した）。

## スラッシャーの例
- ヤニス・アデトクンボ
- エルジン・ベイラー
- RJ・バレット
- コービー・ブライアント
- ジミー・バトラー
- ヴィンス・カーター
- デマー・デローザン
- ゴラン・ドラギッチ
- ケビン・デュラント
- モンタ・エリス
- ジュリアス・アービング
- ポール・ジョージ
- ジョージ・ガービン
- カワイ・レナード
- マヌ・ジノビリ
- ジェームズ・ハーデン
- ペニー・ハーダウェイ
- グラント・ヒル
- カイリー・アービング
- アレン・アイバーソン
- レブロン・ジェームズ
- エディ・ジョンソン（英語版）
- マジック・ジョンソン
- マイケル・ジョーダン
- ザック・ラビーン
- デイミアン・リラード
- ジョン・ルーカス
- ブランドン・ロイ
- ピート・マラビッチ
- トレイシー・マグレディ
- アール・モンロー
- カルヴィン・マーフィー
- ビクター・オラディポ
- トニー・パーカー
- ポール・ピアース
- スコッティ・ピッペン
- ラジョン・ロンド
- デリック・ローズ
- ベン・シモンズ
- ジェリー・スタックハウス
- ドウェイン・ウェイド
- ジョン・ウォール
- ラッセル・ウェストブルック
- ドミニク・ウィルキンス
- クライド・ドレクスラー
- ジェイレン・ブラウン
- ジャ・モラント
- ドノバン・ミッチェル
- ケビン・マーティン